# Johann Andreas Laupp
Johann Andreas Laupp (* 1776 in Tübingen; † 1846 ebenda) war ein deutscher Kommunalpolitiker, der seit 1816 Bürgermeister und nach der Einführung der Gemeindeverfassung 1819 der erste Oberbürgermeister von Tübingen war.

## Leben
Johann Andreas Laupp war ein Sohn eines Schneidermeisters aus Derendingen, Johann Martin Laupp. 1810 heiratete er Christina Barbara Roth, eine Tochter von Andreas Roth.
Bereits seit 1809 war er Ratsverwandter, ab 1814 stieg er zum Gerichtsverwandten auf, ab 1816 war er zusätzlich Bürgermeister von Tübingen (zusammen mit Johann Jacob Rehfuß). Nach der Einführung der Gemeindeverfassung 1819, die das Amt des Oberbürgermeisters einführte, übernahm er dieses Amt bis 1823.
Unter Laupps Vorsitz beschloss der Tübinger Gemeinderat am 3. Juli 1822 trotz der schwierigen Lage der Kassen, eine Realschule einzuführen, aus der sich das heutige Kepler-Gymnasium entwickelte. Die erste Klasse wurde am Anfang des Jahres 1823 eröffnet, eine zweite folgte im Herbst desselben und eine dritte im Herbst des folgenden Jahres.